# Renald I de Gueldre
Renald I de Gueldre, anomenat el Barallós (nascut vers 1255, mort a Montfort el 9 d'octubre de 1326), fou comte de Gueldre i de Zutphen de 1271 a 1326 i duc de Limburg de 1279 a 1288. Era fill d'Otó II, comte de Gueldre i de Zutphen, i de Felipa de Dammartin.
Va succeir al seu pare el 10 de gener de 1271 i es va casar el 1276 amb Ermengarda, duquessa de Limburg, filla del duc Walerà IV de Limburg i de Judit de Clèveris. No van tenir fills i Ermengarda va morir el juny de 1283. Renald va obtenir de l'emperador Rodolf I d'Habsburg el poder conservar Limburg a títol vitalici. Però Adolf V, comte de Berg i cosí germà d'Ermengarda, va reivindicar la successió de la seva cosina. No sentint-se pas amb prou força per fer valer les seves pretensions, va vendre els seus drets al duc Joan I de Brabant. Va seguir una guerra entre Joan de Brabant i el clan dels Limburg-Luxemburg, que va acabar amb la derrota de Worringen, el 5 de juny de 1288. Renald, capturat per Godofreu de Brabant hagué de renunciar al ducat de Limburg el 15 d'octubre de 1289 i en compensació fou fet duc de Gueldre (reconegut ducat el 1238).
Es va tornar a casar a Namur el 3 de juliol de 1286 amb Margarita de Flandes († 1329), filla de Guiu de Dampierre, comte de Flandes i d'Isabel de Luxemburg, i esdevingué així el cunyat de Joan I de Brabant, espòs d'una altra Margarita de Flandes. Va tenir cinc fills:
- Margarita (1290 † 1332), casada l'any 1305 amb Thierry VIII (1291 † 1346), duc de Clèveris
- Renald II (1295 † 1343), duc de Gueldre
- Guiu, mort després de 1315
- Isabel († 1354), abadessa de Colònia
- Felipa († 1352), monja a Colònia

El comtat de Gueldre havia estat hipotecat amb el comte de Flandes per finançar la guerra contra el Brabant, i va haver de sanejar les seves finances per regular el deute, cosa que va aconseguir el 1293. El 1317 va donar suport a Frederic el Bell, elegit emperador en competència amb Lluís IV de Baviera.